# Robin Hoods nya äventyr
Robin Hoods nya äventyr (The New Adventures of Robin Hood) är en amerikansk TV-serie från 1997-1998 om Robin Hood. Den har visats på Kanal 5. Serien spelades in i närheten av Vilnius i Litauen.

## Medverkande
- Matthew Porretta - Robin Hood (säsong 1 och 2)
- John Bradley - Robin Hood (säsong 3 och 4)
- Anna Galvin - Marion (säsong 1)
- Barbara Griffin - Marion (säsong 2-4)
- Richard Ashton - Lille John
- Martyn Ellis - Broder Tuck
- Christopher Lee - Olwyn